# Dombasle-en-Argonne
Dombasle-en-Argonne é uma comuna francesa na região administrativa de Grande Leste, no departamento de Meuse. Estende-se por uma área de 11,68 km². Em 2010 a comuna tinha 409 habitantes (densidade: 35 hab./km²).